# 優獸大都會+
是一部2022年美國動畫動畫劇集，由特倫特·柯瑞和喬西·特立尼達共同執導，由華特迪士尼動畫工作室製作，為2016年電影《動物方城市》的衍生作品。該劇於2022年11月9日在Disney+首播。

## 劇情
故事聚焦在電影裡一些配角中，包括鼩鼱黑幫頭目B老大的女兒露露、老虎舞者和樹懶快俠等。

## 角色
- 唐·雷克（英语：Don Lake）聲演斯图（Stu Hopps），兔子，朱迪警官的父亲
- 邦妮·亨特聲演邦妮（Bonnie Hopps），兔子，朱迪警官的母亲
- 莉亚·莱瑟姆（Leah Latham）聲演露露（Fru Fru），鼩鼱，大先生的女儿
- 米歇尔·布托（英语：Michelle Buteau）聲演楚楚（Tru Tru），鼩鼱，露露的表姐
- 波莎·威廉姆斯（英语：Porsha Williams）聲演克里斯蒂娜（Christine），鼩鼱，露露的闺蜜
- 孔令华（英语：Crystal Kung Minkoff）聲演小美（Charisma），鼩鼱，露露的闺蜜
- 凯蒂·洛斯（英语：Katie Lowes）聲演布莱恩卡（Brianca），鼩鼱，露露的闺蜜
- 阿蘭·圖代克聲演威斯顿公爵（Duke Weaselton），伶鼬，偷窃犯、盗版影碟卖家
- 莫里斯·拉马奇（英语：Maurice LaMarche）聲演大先生（Mr. Big），鼩鼱，冰川镇的黑社会头目
- 內特·托倫斯聲演豹警官（Benjamin Clawhauser），猎豹，动物城警察局市中心第一分局的警务签派员、接待员
- 伊德瑞斯·艾尔巴聲演牛局长（Chief Bogo），非洲水牛，动物城警察局市中心第一分局局长
- 夏奇拉聲演夏奇羊（Gazelle），汤氏瞪羚，动物城的著名歌星
- 夏洛特·尼克道（英语：Charlotte Nicdao）聲演珊姆（Sam），松鼠，餐厅服务员
- 约翰·拉维尔（John Lavelle）聲演杰拉尔德（Gerald），猪，餐厅厨师
- 雷蒙德·佩爾西（英语：Raymond S. Persi）聲演闪电（Flash），三趾树懒，动物城哺乳动物车辆管理局员工
- 克里斯滕·贝尔聲演普希拉（Priscilla），三趾树懒，动物城哺乳动物车辆管理局员工，闪电女友

此外，吉妮佛·古德溫和傑森·貝特曼以資料片段形式回歸聲演哈茱蒂（Judy Hopps）和胡尼克（Nick Wilde）。

## 製作
2020年12月10日，在迪士尼投資者日直播中宣佈，Disney+正在開發基於2016年電影《動物方城市》的短片外傳影集，由特倫特·柯瑞（Trent Correy）和喬西·特立尼達（Josie Trinidad）共同執導。2021年11月12日，在Disney+日當天公佈首張概念圖，並宣佈將於2022年在Disney+首播。

## 集数
| 集數 | 標題                                                         | 導演                       | 編劇                                      | 上線日期      |
| ---- | ------------------------------------------------------------ | -------------------------- | ----------------------------------------- | ------------- |
| 1    | 跳车行动 Hopp on Board                                       | 特倫特·柯瑞、喬西·特立尼達 | 乔西·特立尼达、特伦特·科雷、迈克尔·埃雷拉 | 2022年11月9日 |
| 2    | 小型啮齿动物镇的贵妇生活 The Real Rodents of Little Rodentia | 特倫特·柯瑞、喬西·特立尼達 | 乔西·特立尼达、特伦特·科雷、迈克尔·埃雷拉 | 2022年11月9日 |
| 3    | 公爵：音乐剧 Duke the Musical                                | 特倫特·柯瑞、喬西·特立尼達 | 乔西·特立尼达、特伦特·科雷、迈克尔·埃雷拉 | 2022年11月9日 |
| 4    | 新娘的教父 The Godfather of the Bride                        | 特倫特·柯瑞、喬西·特立尼達 | 乔西·特立尼达、特伦特·科雷、迈克尔·埃雷拉 | 2022年11月9日 |
| 5    | 跃动奇迹 So You Think You Can Prance                         | 特倫特·柯瑞、喬西·特立尼達 | 乔西·特立尼达、特伦特·科雷、迈克尔·埃雷拉 | 2022年11月9日 |
| 6    | 晚餐有点急 Dinner Rush                                       | 特倫特·柯瑞、喬西·特立尼達 | 乔西·特立尼达、特伦特·科雷、迈克尔·埃雷拉 | 2022年11月9日 |

## 發行
该剧于2022年11月9日在Disney+首播。

## 外部連結
- 在Disney+上觀看《優獸大都會+》
- 互联网电影数据库（IMDb）上《優獸大都會+》的资料（英文）